# آب‌انبار دهن‌شیر
برکه دهن‌شیر از آثار تاریخی شهر لار در استان فارس است. قدمت آب‌انبار دهن شیر لار به دوران صفویه باز می‌گردد. آب‌انبار دهن‌شیر در ۱۹ مرداد ۱۳۸۴ به شماره ۱۲۷۰۳ در فهرست آثار ملی به ثبت رسیده‌است. آب‌انبار دهان‌شیر از بناهای قدیمی و زیبای لار است که در شرق ورودی بازار تاریخی قیصریه قرار دارد.

## مشخصات سازه
بنای آب‌انبار به صورت اتاقکی است که پله‌هایی با شیب تند با عرض ۳.۲۰ متر آن را به سمت پایین هدایت می‌کند. طول راه پله ۱۲.۸۰ متر است.

## نام‌گذاری
به دلیل این که در زبان اچمی به لوله‌کشی آب و شیرآب نصب شده بر آن به اختصار «شیر» می‌گویند، به دهن‌شیر معروف شده‌است. دهن شیر به جایی اطلاق می‌شود که در زمان‌های گذشته در کنار بعضی از برکه‌های بزرگ به صورت زیر زمینی با پله‌های زیاد به ته برکه نزدیک می‌شده و معمولاً آب قسمت پایین برکه خنک‌تر بود و مردم در تابستان از این آب استفاده می‌کردند.

## دیگر آب‌انبارهای دهن‌شیر
در لارستان ۴ دهن‌شیر بزرگ وجود داشته که در حال حاضر دو مورد از آن‌ها، یکی دهن شیر بازار و دیگری دهن‌شیر حاج غلامرضا معتمد، پابرجاست. بزرگترین دهنشیر لارستان مربوط به دهن شیر قنبربیگی بود. دهن‌شیر دیگر در کنار برکه مسجد شاهزاده واقع در کوی نو بود که این دهن شیر نیز از بین رفته است.